# 桜一花
桜 一花（さくら いちか、1978年4月2日 - ）は、日本の女優。元宝塚歌劇団花組の娘役スター。
石川県河北郡、金沢錦丘高等学校出身。身長156cm。愛称は「いちか」。
所属事務所はノックアウト。

## 来歴
1997年、宝塚音楽学校入学。
1999年、宝塚歌劇団に85期生として入団。入団時の成績は4番。雪組公演「再会／ノバ・ボサ・ノバ」で初舞台。組まわりを経て花組に配属。
子役から老人、浮浪者に天使から悪魔まで幅広い役柄を演じ、2014年11月16日、明日海りお・蘭乃はなトップコンビ大劇場お披露目となる「エリザベート」東京公演千秋楽をもって、宝塚歌劇団を退団。
退団後は舞台・ドラマを中心に幅広く活動を続けている。

## 宝塚歌劇団時代の主な舞台

### 初舞台
- 1999年4 - 5月、雪組『再会』『ノバ・ボサ・ノバ』（宝塚大劇場）

### 組まわり
- 1999年5 - 6月、月組『螺旋のオルフェ』『ノバ・ボサ・ノバ』（宝塚大劇場のみ）
- 1999年7 - 8月、雪組『再会』『ノバ・ボサ・ノバ』（1000days劇場）

### 花組時代
- 1999年11 - 12月、『タンゴ・アルゼンチーノ』『ザ・レビュー'99』（1000days劇場のみ）
- 2000年1 - 2月、『冬物語』（バウホール・日本青年館） - 十郎太
- 2000年4 - 5月、『源氏物語 あさきゆめみし』 - 春宮／冷泉帝（子供）、新人公演：お鹿（本役：二葉かれん）『ザ・ビューティーズ!』（宝塚大劇場）[注釈 1]
- 2000年6 - 7月、ベルリン公演『宝塚 雪・月・花』『サンライズ・タカラヅカ』（フリードリッヒシュタット・パラスト劇場）[5]
- 2000年7 - 8月、『源氏物語 あさきゆめみし』 - 春宮／冷泉帝（子供）、新人公演：お鹿（本役：二葉かれん）『ザ・ビューティーズ!』（1000days劇場）[注釈 2]
- 2000年9月、『トム・ジョーンズの華麗なる冒険』（バウホール・日本青年館） - シルヴィア
- 2000年11 - 2001年3月、『ルートヴィヒII世』『Asian Sunrise』
- 2001年4 - 5月、『源氏物語 あさきゆめみし』 - 光源氏（子供）『ザ・ビューティーズ!』（全国ツアー）
- 2001年7 - 11月、『ミケランジェロ』 - レダ、新人公演：ヴィットリア（本役：沢樹くるみ）『VIVA!』
- 2001年12 - 2002年1月、『カナリア』（ドラマシティ・ル テアトル銀座） - 小悪魔2
- 2002年3 - 4月、『琥珀色の雨にぬれて』 - マオ、新人公演：フランソワーズ・ドゥ・プレール（本役：遠野あすか）『Cocktail』（宝塚大劇場）[3]
- 2002年4月、専科・花組『風と共に去りぬ』（日生劇場） - プリシー
- 2002年5 - 6月、『琥珀色の雨にぬれて』 - マオ、新人公演：フランソワーズ・ドゥ・プレール（本役：遠野あすか）『Cocktail』（東京宝塚劇場）[3]
- 2002年8月、『月の燈影（ほかげ）』（バウホール・日本青年館） - お壱
- 2002年10 - 2003年2月、『エリザベート』 - 女官、新人公演：皇太后ゾフィー（本役：夏美よう）[3]
- 2003年3月、『おーい春風さん』（バウホール） - 喜久
- 2003年5 - 9月、『野風の笛』 - 小侍従・かえで／忠輝（子供時代）、新人公演：傀儡師・りんどう（本役：遠野あすか）『レヴュー誕生』
- 2003年10 - 11月、『琥珀色の雨にぬれて』 - ジュヌヴィエーヴ『Cocktail』（全国ツアー）
- 2004年1 - 5月、『飛翔無限』 - 出語り『天使の季節』 - 新人公演：ポモドーロ（本役：鈴懸三由岐）『アプローズ・タカラヅカ!』
- 2004年5 - 6月、『ジャワの踊り子』（全国ツアー） - ミンチェ
- 2004年8 - 11月、『La Esperanza（ラ・エスペランサ）』 - イネス、新人公演：ブランカ（本役：翔つかさ）『TAKARAZUKA舞夢!』
- 2005年1 - 2月、『くらわんか』（バウホール） - お初[注釈 3]／小糸[注釈 4]／延陽伯[注釈 5][6][3]
- 2005年3 - 7月、『マラケシュ・紅の墓標』 - アマン、新人公演：蛇（本役：鈴懸三由岐）『エンター・ザ・レビュー』
- 2005年9月、『Ernest in Love（アーネスト・イン・ラブ）』（日生劇場） - セシリイ・カデュー[3]
- 2005年11 - 2006年2月、『落陽のパレルモ』 - ルチア、新人公演：エルヴィラ・フェリーチタ・マリア・ディ・カヴァーレ（本役：梨花ますみ）『ASIAN WINDS!』
- 2006年3 - 4月、『スカウト』（バウホール） - ラルゥ[3]
- 2006年6 - 10月、『ファントム』 - フローラ
- 2006年11 - 12月、『うたかたの恋』 - ミリー・ステュベル『エンター・ザ・レビュー』（全国ツアー）
- 2007年2 - 5月、『明智小五郎の事件簿-黒蜥蜴（トカゲ）』 - 小林少年『TUXEDO JAZZ（タキシード ジャズ）』[3]
- 2007年7月、『源氏物語 あさきゆめみしII』（梅田芸術劇場） - 女三の宮
- 2007年9 - 12月、『アデュー・マルセイユ』 - ナタリー『ラブ・シンフォニー』 初エトワール
- 2008年2月、『メランコリック・ジゴロ』 - ルシル『ラブ・シンフォニーII』（中日劇場） エトワール
- 2008年5 - 8月、『愛と死のアラビア』 - ナイリ『Red Hot Sea』
- 2008年9 - 10月、『外伝 ベルサイユのばら-アラン編-』 - ジョアンナ『エンター・ザ・レビュー』（全国ツアー）
- 2009年1 - 3月、『太王四神記』 - パソン
- 2009年5月、『哀しみのコルドバ』 - アンフェリータ・ナバロ『Red Hot SeaII』（全国ツアー）
- 2009年7月、『ME AND MY GIRL』（梅田芸術劇場） - ソフィア・ブライトン エトワール
- 2009年9 - 11月、『外伝 ベルサイユのばら-アンドレ編-』 - カトリーヌ『EXCITER!!』 Wエトワール
- 2009年12 - 2010年1月、『相棒』（ドラマシティ・日本青年館） - 宮部たまき
- 2010年3 - 5月、『虞美人』 - 紅林 エトワール
- 2010年7 - 10月、『麗しのサブリナ』 - マカードル『EXCITER!!』
- 2010年11 - 12月、『CODE HERO／コード・ヒーロー』（バウホール・日本青年館） - ローズマリー・ザナック
- 2011年2 - 4月、『愛のプレリュード』 - ジュリー・マルネック『Le Paradis!!（ル パラディ）』
- 2011年6 - 9月、『ファントム』 - カルロッタ[3]
- 2011年10 - 11月、『カナリア』（ドラマシティ・日本青年館） - ティアロッサミ[3]
- 2012年1 - 3月、『復活-恋が終わり、愛が残った-』 - ワシーヴァナ夫人『カノン』
- 2012年4 - 5月、『長い春の果てに』 - ナタリー『カノン』（全国ツアー）
- 2012年7 - 10月、『サン＝テグジュペリ』 - ネリー・ド・ヴォギュエ『CONGA!!』
- 2012年11月、『Victorian Jazz（ヴィクトリアン ジャズ）』（バウホール） - ヴィクトリア女王[3]
- 2013年2 - 5月、『オーシャンズ11』 - クィーン・ダイアナ[3]
- 2013年6月、『フォーエバー・ガーシュイン』（バウホール） - ガードルード・ローレンス
- 2013年8 - 11月、『愛と革命の詩（うた）-アンドレア・シェニエ-』 - ベルシ『Mr. Swing!』
- 2014年2 - 5月、『ラスト・タイクーン -ハリウッドの帝王、不滅の愛-』 - ケイティ・ドーラン『TAKARAZUKA ∞ 夢眩』
- 2014年6 - 7月、『ノクターン-遠い夏の日の記憶-』（バウホール） - オリガ
- 2014年8 - 11月、『エリザベート-愛と死の輪舞（ロンド）-』 - 皇太后ゾフィー 退団公演[3]

### 出演イベント
- 2001年1月、瀬奈じゅんディナーショー『VIRTUAL GUY!』
- 2002年6月、TCAスペシャル2002『DREAM』
- 2002年11月、『アキコ・カンダレッスン発表会』
- 2004年11月、『ベルサイユのばら30』
- 2005年7月、『R・Hatter』（外部出演）[7]
- 2007年8月、壮一帆ディナーショー『So!-Fantastic Radio Station-』[8]
- 2007年9月、TCAスペシャル2007『アロー!レビュー!』
- 2008年3月、大空祐飛ディナーショー『SORA-空の奇跡-』[9]
- 2008年11月、轟悠ディナーショー『Fallin’ Love with Yū』[10]
- 2008年12月、タカラヅカスペシャル2008『La Festa!』
- 2010年6月、第14回『イゾラベッラ サロンコンサート』 主演
- 2010年12月、タカラヅカスペシャル2010『FOREVER TAKARAZUKA』
- 2011年12月、タカラヅカスペシャル2011『明日に架ける夢』
- 2012年12月、タカラヅカスペシャル2012『ザ・スターズ!〜プレ・プレ・センテニアル〜』
- 2013年6 - 7月、『宝塚巴里祭2013-La Chanson de Paris 99-』[11]

## 宝塚歌劇団退団後の主な活動

### 舞台
- 2017年7 - 8月、『ふるあめりかに袖はぬらさじ』（明治座） - メリー[12]
- 2018年6月、『SHOW STOPPERS!!』（東京国際フォーラム・ドラマシティ）[13]
- 2018年9月、『終われない男たち』（本多劇場） - 久里子[14]
- 2019年3 - 4月、『ミュージカル ふたり阿国』（明治座） - おあか[14]
- 2021年10 - 11月、『ニュージーズ』（日生劇場・梅田芸術劇場）[15]
- 2022年10月、『永遠物語』（サンケイホールブリーゼ）[16]
- 2022年11 - 12月、『しあわせのタネ』（小田原三の丸ホール・パストラルかぞ・東ソーアリーナ・シアターΧ(カイ)、） - 紺野相龍[17]
- 2024年6月、『七人の墓友』（紀伊國屋ホール）[18]
- 2025年7月、『キレイをつなぐ物語』（博品館劇場）[19]

### ドラマ
- ワカコ酒 Season4 第11夜「あったか茶碗蒸しと熱燗」（2019年3月18日、BSテレ東） - 「万歳パンダ」女将 役
- 恋です!〜ヤンキー君と白杖ガール〜第1話・第6話・第8話・最終話（2021年、NTV）
- 教祖のムスメ 第1話（2022年6月2日、毎日放送 / テレビ神奈川 他） - 黒沢紗江子 役
- カナカナ 第20話（2022年6月16日、NHK） - 夏影蘭子 役
- 悪女のすべて（2022年7月2日 - 、BS松竹東急） - 野宮すみれ 役[20]
- 混声の森（2022年） - 青山真紀子 役
- つまらない住宅地のすべての家（2022年） - 日置和代 役
- 100万回 言えばよかった（2023年） - 広田美貴子 役
- 月曜プレミア8 神の手 (望月諒子)（2023年） - 今村幸恵 役
- 『I am…』23歳たち「終りの季節」（2024年1月26日配信、FOD / 3月18日、フジテレビ）[21][22][23]
- 錦糸町パラダイス〜渋谷から一本〜 第7話（2024年8月24日、テレビ東京） - 谷山の母 役[24]

### ラジオドラマ
- 青春アドベンチャー（NHK-FM）
  - 海の綺士団 -Umi no kishidan-（2025年4月・全15回） - ミフリマ王女 役[25]

## 受賞歴
- 2012年、『宝塚歌劇団年度賞』 - 2011年度努力賞[26]